# Грб Тајланда
Грб Тајланда је званични хералдички симбол Краљевине Тајланд. Грб има облик амблема на коме је представљена митска птица Гаруда, популарна у будизму и хиндуизму. Гаруда је у Тајланду симбол краљевске породице и власти. Овај амблем је уједно и амблем краља Тајланда.

## Историја
Амблем је био у употреби још од постојања Краљевства Ајутаја од 14. до 18. века. Године 1873, краљ Чулалонгкорн је увео нови грб Сијама по узору на западњачку хералдику. Четири године после, употреба западњачког грба је напуштена, па је принц Нарис израдио грб на којем су се налазили Гаруда, Нага и Вишну. Ускоро су с њега избачени прикази Наге и Вишнуа. Након завршетка Чулалонгкорнове владавине, нови краљ Ваџиравуд преузео је амблем Гаруде, али га је само омеђио кружницом. Данас се користи приказ Гаруде без кружнице.